# Park Ritsurin
Park Ritsurin (栗林公園, Ritsurin Kōen) je velik, zgodovinski vrt v Takamatsuju na Japonskem. Dokončan je bil leta 1745 kot zasebni sprehajalni vrt in vila za lokalne fevdalce, za javnost pa odprt leta 1875. Ritsurin je eden največjih sprehajalnih vrtov na Japonskem in glavna turistična atrakcija prefekture Kagava.
Park Ritsurin leži v nekdanji strugi reke na vzhodni strani gore Šiun. Posejan je s številnimi ribniki in majhnimi umetnimi griči. Južni del je v tradicionalnem japonskem slogu z zgodovinskimi čajnicami in številnimi oblikovanimi borovci. Potem ko je leta 1875 postal javni park, je bil severni del preoblikovan v zahodnem slogu, v središču vrta pa so zgradili velik muzej (trenutno večnamenska dvorana za promocijo trgovine in industrije) in galerije ljudske obrti. Nekaj časa je bil v parku celo živalski vrt in bazen, ki so ga nato zaprli in odstranili.

## Zgodovina
Stavbe v parku segajo v začetek 17. stoletja. Leta 1625 je fevdalni gospodar Takamatsuja v provinci Sanuki, Ikoma Takatoši, začel graditi Ritsurin, natančneje gradnjo parka okoli južnega ribnika z uporabo čudovitega zelenja gore Šiun ('Gora vijoličnih oblakov') kot ozadje. Potem ko je Matsudaira Jorišige prevzel nadzor nad provinco, je nadaljeval z gradnjo parka. Delo je zaključil peti gospodar Joritaka leta 1745 po 100 letih izboljšav in razširitev, ki so jih izvedli zaporedni gospodarji.
Nova vlada Meidži je prišla na oblast leta 1868 in rekvirirala park. Kljub prvotnemu predlogu za izgradnjo svilarne je bil Ritsurin imenovan za prefekturni park in odprt za javnost 16. marca 1875. Leta 1953 je bil park imenovan za posebno mesto slikovite lepote.

## Lastnosti
Park obsega 750.000 kvadratnih metrov. Med značilnostmi parka so:
- Kikugecu-tei (Paviljon za zajemanje lune): ta čajnica, ki je v južnem delu vrta, je bila zgrajena v zgodnjih letih obdobja Edo (okoli leta 1640).
- Hakomacu: skrbno negovana drevesa črnega bora; njihove veje, vejice in iglice so dovršeno obrezane v geometrijske oblike in like.
- Hiraiho in Fujō-ho: dve umetni gori
- Rov za lov na divje race
- Sai-ko (Zahodno jezero)
- Nan-ko (Južno jezero)
- Številni ribniki in potoki so polni krapov koijev (Cyprinus carpio), ki jih včasih hranijo obiskovalci.

## Galerija
- Gun_o Pond
- Mt. Šiun
- Sai-ko
- Nan-ko
- Skalna tvorba